# 陳天賜 (香港人)
陳天賜（英語：Thomas Chan Tin Chi，1966年8月30日—）1979年從福建來前往香港，1987年開設汽車美容公司，1995創辦誠記汽車集團公司註冊編號是：0453509，公司註銷日期是2005年10月21日。該公司從成立到註銷，共經營了11年11個月12天。，擁有9家附屬公司已告解散，同年榮獲十大傑出青年，是1995年歷來最年輕傑青。後來獲提名全國人大代表候選人（香港代表），陳天賜回歸前曾擔任新華社香港分社港顧問、北京清華大學香港清華聯會執行會長等。2001年欠債兩億破產，後來再從商，2013創立ECrent公司並擔任主席，服務目前已覆蓋180多個國家，理念是利用IT科技推動分享經濟平台，建立一個環保、可持續發展及守望相助的社會，並希望將此信念由香港延伸至世界各地。
陳天賜作風低調，惟2015年曾傳他欲收購亞視，迅即被廣泛報道；2016年，他參選行長官選舉委員會分組界別選舉（資訊科技界），是香港賽馬會會員、香港銀行家會所會員、黃金海岸鄉村俱樂部遊艇會及香港仔遊艇會會員等。